# Доскіно (село)
Доскіно (рос. Доскино) — село в Богородському районі Нижньогородської області Російської Федерації.
Населення становить 812 осіб. Входить до складу муніципального утворення Доскинська сільрада.

## Історія
Від 2004 року входить до складу муніципального утворення Доскинська сільрада.

## Населення
| 1999 | 2002 | 2010 |
| ---- | ---- | ---- |
| 642  | ↗678 | ↗812 |